# Laciniodes yamauchii
Laciniodes yamauchii är en fjärilsart som beskrevs av Umeno 1935. Laciniodes yamauchii ingår i släktet Laciniodes och familjen mätare. Inga underarter finns listade i Catalogue of Life.